# Pepillo Salcedo (ort)
Pepillo Salcedo är en ort i Dominikanska republiken.   Den ligger i provinsen Monte Cristi, i den nordvästra delen av landet, 230 km nordväst om huvudstaden Santo Domingo. Pepillo Salcedo ligger 7 meter över havet och antalet invånare är 3 866.
Terrängen runt Pepillo Salcedo är mycket platt. Havet är nära Pepillo Salcedo åt nordväst. Runt Pepillo Salcedo är det ganska tätbefolkat, med 58 invånare per kvadratkilometer. Närmaste större samhälle är Dajabón, 17,0 km söder om Pepillo Salcedo. Omgivningarna runt Pepillo Salcedo är en mosaik av jordbruksmark och naturlig växtlighet.